# Maria do Nascimento da Graça Amorim

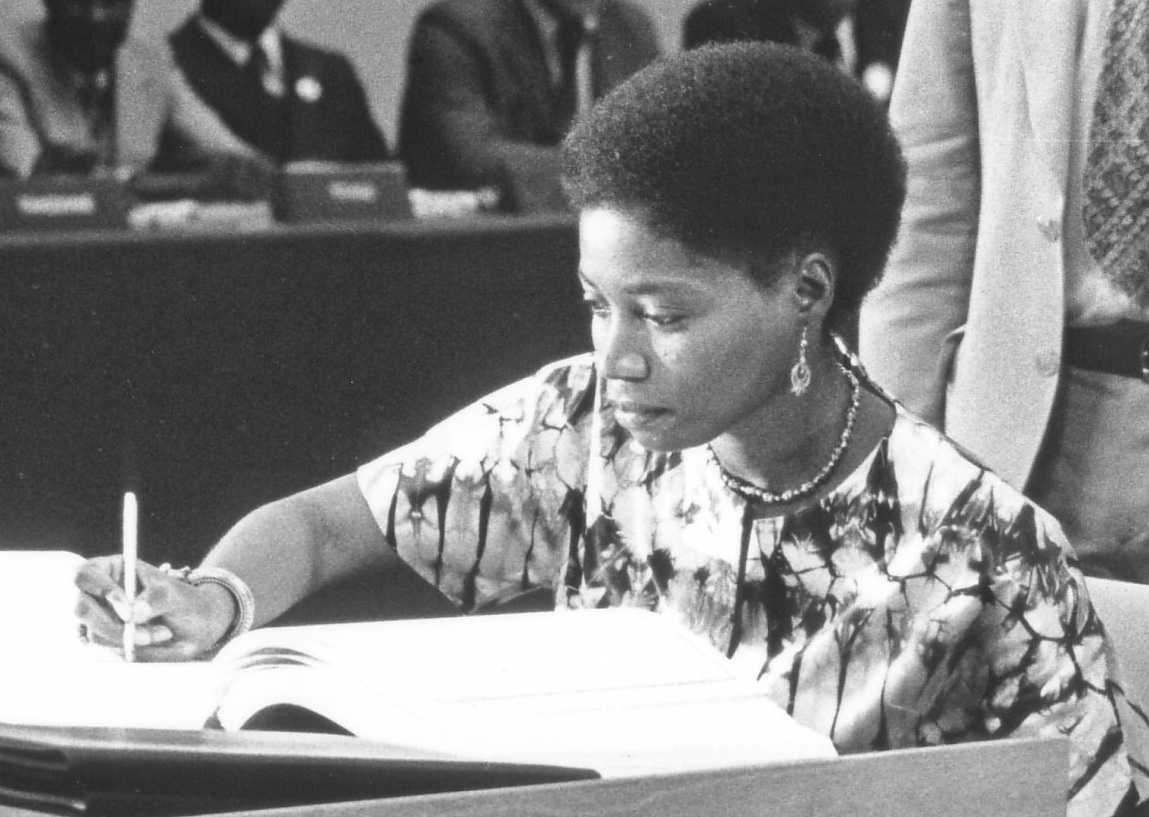
Maria do Nascimento da Graça Amorim (1979)

Maria do Nascimento da Graça Amorim ist eine Diplomatin und Politikerin aus São Tomé und Príncipe.

## Biografie
Nach der Unabhängigkeit von São Tomé und Príncipe am 12. Juli 1975 wurde sie zur ersten Botschafterin des Landes in Frankreich und Portugal ernannt.
Nach ihrer Rückkehr erfolgte 1978 die Ernennung zur Außenministerin in der Regierung von Präsident Manuel Pinto da Costa. Dieses Amt übte sie bis 1986 aus und wurde vom heutigen Präsidenten Fradique de Menezes abgelöst.
Zugleich war Maria do Nascimenta Graça Amorin zwischen 1984 und 1996 Mitglied des Politbüros der damaligen Einheitspartei Movimento de Libertação de São Tomé e Príncipe (MLSTP).